# Ugolino Martelli
Ugolino Martelli, född 1860, död 1934, var en italiensk biolog, botaniker och mykolog.
Martelli är känd för sina studier och bidrag till systematiseringen av Pandanus och sin taxonomiska definition av Sardiniens flora. Han studerade även Toscanas och Malaysias flora. 
Auktorsnamnet Martelli kan användas för Ugolino Martelli i samband med ett vetenskapligt namn inom botaniken; se Wikipediaartiklar som länkar till auktorsnamnet.